# نوروزلو (شاهين دج)
نوروزلو هي قرية في مقاطعة شاهين دج، إيران. عدد سكان هذه القرية هو 22 في سنة 2006.